# 伊斯坎达尔·哈米多夫

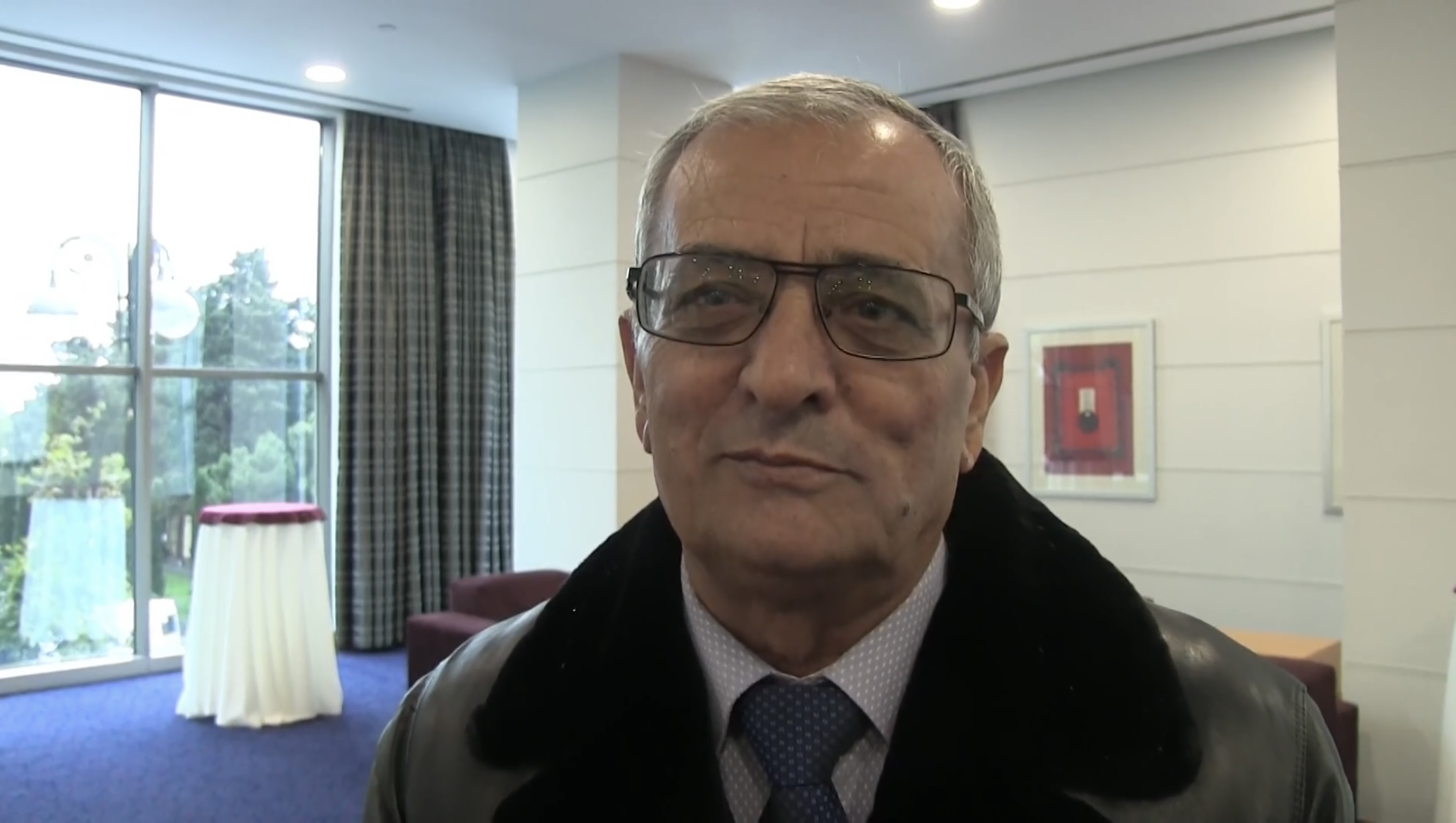
伊斯甘達爾·哈米多夫

伊斯甘達爾·哈米多夫（1948年4月10日—2020年2月26日），阿塞拜疆人，曾在1992-1993年阿塞拜疆人民陣線政府擔任內務部長。
他是阿塞拜疆民主黨主席，也是泛突厥主義者，目標建立自伊朗北部至中國的大突厥國家。雖然阿塞拜疆從來沒核武，但他仍威脅對亞美尼亞使用核武。
哈米多夫於1993年4月辭職，在1995年，他被逮捕並判處14年徒刑罪名是對國家資金的貪污。但國際特赦組織和歐洲議會基本上把他視為政治犯，他於2004年被總統伊利哈姆·阿利耶夫赦免。
2020年2月26日病逝，享壽71歲。